# Beatriz Seibel
Beatriz Seibel (* 6. Januar 1934 in Buenos Aires; † 7. August 2018 ebenda) war eine argentinische Theaterwissenschaftlerin.
Seibel entstammte einer Familie deutscher Einwanderer und studierte an der Universidad de Buenos Aires.

## Werke (Auswahl)
- Los artistas trashumantes. Editorial de la Pluma, Buenos Aires 1985, ISBN 950-9455-06-7.
- Crónica de la semana trágica. Enero de 1919. Corregidor, Buenos Aires 1999, ISBN 950-05-1182-7.
- De ninfas a capitanas. Mujer, teatro y sociedad; desde los rituales hasta la independencia. Editorial Legasa, Buenos Aires 1990, ISBN 950-600-161-8.
- Historia del teatro argentino. Desde los rituales hasta 1930. Corregidor, Buenos Aires 2002, ISBN 950-05-1425-7.
- El teatro argentino y su aporte a la identidad nacional. Comisión de Cultura, Buenos Aires 2001.
- El teatro „barbaro“ del interior. Testimonios de circo criollo y radioteatro. Editorial de la Pluma, Buenos Aires 1985, ISBN 950-9455-05-9.